# Josef Markwart
Josef Markwart (albo Josef Marquart) (ur. 9 grudnia 1864 w Reichenbach am Heuberg, zm. 4 lutego 1930 w Berlinie) – niemiecki filolog-orientalista, historyk i etnolog, zasłużony głównie dla turkologii, iranistyki i dziejów Bliskiego Wschodu.

## Życiorys
Po studiach filologii klasycznej w Tybindze rozpoczął karierę naukową jako kurator Muzeum Etnologicznego (1900) w Lejdzie. W 1902 został – po habilitacji z zakresu języków Orientu chrześcijańskiego – powołany tam na stanowisko profesora uniwersyteckiego. W 1912 przybył do Berlina, gdzie aż do śmierci był profesorem filologii irańskiej i ormiańskiej. W 1920 otrzymał profesurę zwyczajną w Berlinie. Czynny dydaktycznie był aż do końca – jeszcze w dniu swojej śmierci prowadził do południa wykład dla studentów.

## Osiągnięcia
Markwart cechował się niezwykłą szerokością zainteresowań i horyzontów intelektualnych, co widać w przeglądzie jego najważniejszych osiągnięć akademickich i publikacyjnych:
- Bez nauczyciela opanował filologię irańską w takim stopniu, że był w jej zakresie profesorem w Berlinie;
- Opublikował do dziś istotne komentarze do Starego Testamentu (Fundamente israelitischer und jüdischer Geschichte);
- Jest autorem proroczej wykładni starotureckich tekstów orchońskich (Historische Glossen zu den alttürkischen Inschriften), której tezę o znajomości manicheizmu w Kaganacie Starotureckim potwierdziły odnalezione 6 lat później fragmenty piśmiennictwa manichejskiego;
- Zrekonstruował system liczenia lat w kalendarzu starotureckim (Chronologie der alttürkischen Inschriften), dzięki czemu możliwa stała się korelacja datacji starotureckich z zapisami w annałach chińskich;
- Wydał z bogatymi komentarzami ormiańską kronikę historyczno-geograficzną Iranu (Erānšahr nach der Geographie des Ps. Moses Xorenac'i);
- Opracował źródła arabskojęzyczne pod kątem ich informacji o Europie Wschodniej i o Dalekim Wschodzie (Osteuropäische und ostasiatische Streifzüge).

## Dorobek publikacyjny
Wsławił się m.in. tym, że znał prawie wszystkie literackie języki Azji, a ponadto posiadał ogromną wiedzę historyczną i etnologiczną. Niezwykła umiejętność krytycznego rozbioru tekstu uwidoczniła się już w jego pierwszej publikacji (będącej zresztą jego pracą magisterską): Assyriaka des Ktesias (1892). I w tej i w następnych pracach Markwart zwraca się do czytelnika dobrze przygotowanego do partnerskiego dialogu – lektura jego dzieł nie jest łatwa, ale na pewno do dziś pożyteczna.
Markwart pod względem ilościowym swoich publikacji nie może zbytnio imponować – wydał stosunkowo niewiele prac. Ale są one do dzisiaj czytane, cytowane i cenione przez specjalistów. Preferował krótkie formy pisarskie (aczkolwiek jego praca Südarmenien und die Tigrisquellen nach griechischen und arabischen Geographen, Wiedeń 1930, liczy 648 stron) – szereg jego opracowań składa się z luźno powiązanych z sobą tekstów i nie zawsze z ich tytułu można zorientować się co do treści. Przykładem takich składanek są wspomniane wyżej Osteuropäische und ostasiatische Streifzüge (liczące sobie zresztą w sumie też nieco ponad 600 stron druku), a także znany artykuł Kultur- und sprachgeschichtliche Analekten (w: „Ungarische Jahrbücher” 9 (1929): 68–103), na który składają się studia o: I. Nazwach dni tygodnia u ludów kaukaskich i nadwołżańskich; II. Chronologii bułgarsko-turkijskiej zmiany δ > r; III. Świadectwach historycznych staroturkijskiej zmiany ď > j; IV. Chronologii rotacyzmu bułgarsko-turkijskiego; V. apelatywizacji nazw geograficznych w różnych językach Azji.